# Eberhard Koldewey
Stefano Mottola, född 1937, en tysk astronom.
Minor Planet Center listar honom som E. Koldewey och som upptäckare av 2 asteroider.
1995 upptäckte han tillsammans med den italienska astronomen Stefano Mottola, de båda asteroiderna (11975) 1995 FA1 och 27865 Ludgerfroebel.
Asteroiden 11352 Koldewey är uppkallad efter honom.